# Saccobasis polita
Saccobasis polita là một loài rêu tản trong họ Jungermanniaceae. Loài này được (Nees) H. Buch miêu tả khoa học lần đầu tiên năm 1933.